# Guy-Crescent Fagon
Guy-Crescent Fagon (ur. 11 maja 1638, zm. 11 marca 1718) – francuski lekarz i botanik.
Jego ojcem był Henri Fagon, komisarz wojny (commissaire des guerres), a matką Louise de La Brosse (której wujem był botanik Guy de La Brosse (1586-1641) założyciel Jardin du roi).
Guy-Crescent został pierwszym lekarzem nadwornym w roku 1693, po odwołaniu Antoine d'Aquina (1620-1696).
W 1703 roku mianował nowego naczelnego chirurga. Został nim Georges Mareschal (1658-1736).